# Marlboro Man
Marlboro Man è un personaggio creato nel 1954 da Leo Burnett per le campagne pubblicitarie del marchio di sigarette Marlboro e utilizzato in tali campagne negli Stati Uniti d'America e in altri Paesi dal 1954 ai primi anni 2000. Le immagini di Marlboro Man rappresentavano inizialmente un uomo rude impegnato in diverse attività, ma in seguito il ruolo di Marlboro Man si consolidò in quello di un cowboy, solitamente ritratto in selvaggi paesaggi naturali. Originariamente ideata per promuovere fra i clienti di sesso maschile l'utilizzo di sigarette dotate di filtro, al tempo considerate un articolo femminile, la campagna pubblicitaria per Marlboro creata dalla Leo Burnett Worldwide e avente come protagonista il Marlboro Man è considerata una delle più riuscite di tutti i tempi, essendo riuscita a trasformare nel giro di pochi mesi un marchio orientato a un pubblico femminile, come era in principio "Marlboro" (che era reclamizzato con lo slogan "Mild as May", ossia "Dolce come Maggio"), in un marchio riconosciuto come tipicamente maschile.
Come detto, poco dopo l'esordio di questo personaggio, ad affermarsi fu la sua versione cowboy, accompagnata poi dallo slogan "Come to Marlboro Country", che di fatto prometteva ad ogni uomo "comune" la prospettiva di trasformarsi in, o quantomeno di assomigliare a, un rude e affascinante cowboy semplicemente accendendosi una delle sigarette della Philip Morris. Un riferimento satirico a questa campagna pubblicitaria è presente nella canzone dei Rolling Stones (I Can't Get No) Satisfaction, pubblicata nel 1965, e in particolare nei versi: "When I'm watchin' my TV and a man comes on and tells me how white my shirts can be, but he can't be a man 'cause he doesn't smoke the same cigarettes as me."

## Origini
Nel 1924 la Philip Morris, oggi parte del Gruppo Altria, aveva immesso sul mercato le sigarette a marchio Marlboro reclamizzandole come un prodotto destinato a un pubblico femminile. Quando poi, agli inizi degli anni 1950, iniziarono a uscire i primi studi che associavano le sigarette a gravi e debilitanti malattie, tutte le compagnie del tabacco cominciarono a focalizzarsi sulle sigarette dotate di filtro, promuovendole come meno dannose rispetto alle altre sigarette, se non del tutto innocue, e così la Philip Morris decise di puntare con le Marlboro a quella nicchia di uomini che non si avvicinavano al fumo in quanto spaventati dal rischio di cancro ai polmoni. Tuttavia, una ricerca di mercato svolta in quegli anni mostrò che, sebbene gli uomini si fossero dimostrati ben disposti a fumare sigarette anche se dotate di filtro, cosa che era comunque ancora considerata una "cosa da donne", essi erano molto meno disposti a mostrarsi nell'atto di fumare sigarette da sempre reclamizzate per un pubblico femminile. Di fronte a ciò l'azienda diede a Leo Burnett, un pubblicitario di Chicago, il compito di riposizionare il marchio facendo diventare le Marlboro un prodotto che attirasse il pubblico maschile.
Burnett notò che praticamente tutte le pubblicità di sigarette con filtro puntavano a evidenziare la tecnologia presente dietro al prodotto arrivando a usare anche una complessa terminologia scientifica (in questo modo, l'industria del tabacco cercava infatti di mostrare competenza puntando a calmare le paure relative ai rischi del tabagismo) e decise di adottare un approccio completamente differente, creando pubblicità completamente prive di argomenti relativi alla salute o di dichiarazioni relative ai benefici apportati dalle sigarette con filtro, dichiarazioni che, secondo lui, avrebbero solo causato preoccupazioni circa gli effetti a lungo termine del fumo. Così, egli propose una campagna che consisteva nel proporre una serie di figure spiccatamente virili: capitani di mare, sollevatori di pesi, corrispondenti di guerra, operai edili e simili, la prima delle quali doveva essere quella del cowboy. Stando a quanto dichiarato da Burnett, l'idea di creare un uomo Marlboro particolarmente virile gli venne da un numero del 1949 della rivista Life che conteneva un articolo con la storia e le fotografie di un cowboy texano: Clarence Hailey Long. In meno di un anno dal lancio della campagna pubblicitaria, il marchio Marlboro passò dall'avere una quota di mercato inferiore all'1% ad essere il quarto marchio del mercato e la Philip Morris decise di puntare soltanto sul ruolo del cowboy, che diventerà poi protagonista delle campagne "Marlboro Cowboy" e "Marlboro Country", lasciando perdere le altre figure.
Tra i primi modelli a impersonare il Marlboro Man vi furono impiegati dell'agenzia pubblicitaria stessa, come Andy Armstrong, il supervisore artistico, che impersonò un tenente della marina militare, e dell'azienda committente, la già citata Philip Morris, come il direttore delle vendite Robert Larking. In seguito si decise poi di passare ad attori professionisti, e così, a metà degli anni 1950, riviste e trasmissioni televisive furono riempite da immagini pubblicitarie del cowboy interpretato dall'attore Paul Birch.
Quando, alla fine del 1963, prese il via la campagna "Marlboro Country", gli attori utilizzati come Marlboro Man furono nella quasi totalità sostituiti da veri cowboy e rodeisti, il primo dei quali fu Carl "Big-un" Bradley, proveniente dal famoso 6666 Ranch, un ranch di Guthrie, in Texas. Un altro di essi fu poi Max Bryan "Turk" Robinson, di Hugo, in Oklahoma, il quale affermò di essere stato reclutato per il ruolo durante un rodeo, mentre aspettava il suo turno dietro le quinte assieme ad altri rodeisti. La campagna si avvalse inoltre della colonna sonora del film I magnifici sette realizzata da Elmer Bernstein. I risultati ci misero poco a farsi vedere e, all'inizio degli anni 1970, le Marlboro arrivarono in vetta al mercato delle sigarette.

## Alla ricerca del Marlboro Man
Come detto, sin quasi da subito il personaggio del Marlboro Man cowboy fu interpretato da attori e modelli professionisti, come ad esempio William Thourlby, che riscossero un discreto successo. Nonostante ciò, però, Burnett ritenne che le pubblicità mancassero di autenticità, essendo evidente come gli interpreti non fossero veri cowboy e come quindi fossero privi dello stile rude desiderato, e decise di reclutare veri e propri cowboy. Uno dei primi fu il già citato Max Bryan "Turk" Robinson, che fu ingaggiato nonostante non fosse un fumatore, mentre un altro fu Robert Norris, ingaggiato dopo che si scoprì che era amico di John Wayne; anche Norris non iniziò mai a fumare e, dopo 12 anni di interpretazione del Marlboro Man, lasciò il ruolo per evitare di avere una cattiva influenza sui suoi figli. Un altro famoso interprete del Marlboro Man di quegli anni, e in particolare da quelli che vanno dal 1964 al 1978, fu Wayne Dunafon, rodeista di lungo corso e cowboy in un ranch del Kansas. Il più famoso di tutti gli interpreti del Marlboro Man fu però scoperto dall'agenzia di Burnett nel 1968 dopo che un altro cowboy, Keith Alexander, aveva rifiutato il ruolo non volendo reclamizzare le sigarette: si tratta di Darrell Winfield, un cowboy che, al tempo, lavorava in Wyoming, nel ranch Quarter Circle 5. Winfield si rivelò perfetto per il ruolo e la sua autenticità gli permise di mantenerlo per oltre vent'anni, dal 1968 al 1989. Stando a quanto affermato dall'azienda, dopo il pensionamento di Winfield, la Philip Morris investì 300 milioni di dollari nella ricerca di un nuovo Marlboro Man.
Alcuni dei cowboy che interpretarono Marlboro Man tentarono anche la carriera nel cinema, come ad esempio Brad Johnson, che lo interpretò nel 1987 e che nel 1989 ebbe un ruolo nel film Always - Per sempre, di Steven Spielberg, a fianco di Holly Hunter e Richard Dreyfuss.

## Risultato
La campagna pubblicitaria con protagonista il Marlboro Man ebbe effetti importanti ed immediati sulle vendita del marchio. Quando la campagna ebbe inizio, nel 1955, l'indotto delle vendite delle Marlboro si aggirava attorno ai 5 miliardi dollari. Dopo appena due anni gli incassi erano passati a 20 miliardi, con un aumento del 300%. Con essa, la Philip Morris superò facilmente tutte le paure degli utenti inerenti ai rischi per la salute, mettendo in piena luce l'abilità delle compagnie del tabacco nello sfruttare il marketing di massa per influenzare il pubblico.
Tale, immediato, successo portò alla nascita di tutta una serie di imitazioni dell'uomo Marlboro. Così, ad esempio, la R. J. Reynolds Tobacco Company adottò, per le sue sigarette a marchio Old Gold, il motto "independent thinkers", mentre la Liggett & Myers, per le sue Chesterfield (marchio che poi, nel 1999, passerà alla Philip Morris USA) adottò la figura del cowboy e di altri ruoli tipicamente maschili accompagnandole con lo slogan "Men of America fumano Chesterfields".

## Morti correlate al fumo
Cinque degli uomini che hanno interpretato l'uomo Marlboro - Wayne McLaren, David McLean, Dick Hammer, Eric Lawson e Jerome Edward Jackson, alias Tobin Jackson - sono morti per malattie correlate al tabagismo, facendo guadagnare alle Marlboro, e in particolare alle Marlboro Rosse, il soprannome di "Cowboy killers".
Nel 1991, all'età di 51 anni, pochi mesi prima di morire di cancro ai polmoni, Wayne McLaren fece da testimonial in favore della promulgazione di una legge anti fumo. Durante tale attività, la Philip Morris negò che egli fosse mai apparso in una pubblicità delle Marlboro, affermazione che poi rettificò in parte dicendo che comunque non era mai stato il Marlboro Man, ruolo ricoperto in quel periodo in modo praticamente esclusivo da Winfield. In tutta risposta, però, McLaren produsse come prova un affidavit proveniente dall'agenzia che allora lo rappresentava, assieme ad un assegno, asserendo che quello fosse il pagamento per l'apparizione su un manifesto delle Marlboro. Nel 1995, l'uomo morì di cancro ai polmoni, all'età di 73 anni. Dopo la sua morte, la sua vedova, Lilo McLean, citò in giudizio la Philip Morris, reclamando il fatto che la malattia del marito fosse dovuta a tutti i pacchetti di sigarette che egli aveva dovuto fumare durante la realizzazione degli spot pubblicitari. Alla fine, il caso fu archiviato e la donna fu costretta a pagare le spese processuali all'azienda.
Eric Lawson, che è apparso su diversi manifesti delle Marlboro da 1978 al 1981 è morto il 10 gennaio 2014, a 72 anni, in seguito a una crisi respiratoria dovuta alla broncopneumopatia cronica ostruttiva di cui soffriva. Fumatore dall'età di 14 anni, Lawson apparì in seguito in diverse pubblicità anti-fumo che parodiavano l'uomo Marlboro, prendendo parte anche a diverse trasmissioni, come Entertainment Tonight, per parlare degli effetti negativi del fumo.
Jerome Edward Jackson, conosciuto anche come Tobin Jackson, è morto di cancro ai polmoni nel 2008.

## Declino
In molti Paesi, grazie all'accresciuta pressione esercitata dalle leggi vigenti sulle pubblicità dei prodotti del tabacco, e in speciale modo su quelle che celebravano la figura del fumatore, Marlboro Man è ormai un'icona del passato. Unitamente a tali leggi, le morti citate nel paragrafo precedente contribuirono poi a rendere ancora più difficile l'uso delle campagne pubblicitarie basate sull'uomo Marlboro, che di fatto terminarono nei primi anni 2000 in paesi come l'Italia, la Germania, la Polonia e molti altri, ma che continuano ancora ad essere esposte, sebbene in maniera più contenuta, ad esempio sui soli distributori automatici di sigarette, in paesi come Giappone e Stati Uniti d'America.

## Cultura di massa

### Cinema
Diversi sono i riferimenti a Marlboro Man nell'industria cinematografica, tra questi si possono citare:
- Nel film del 1973 Il lungo addio, diretto da Robert Altman, Roger Wade (interpretato di Sterling Hayden) soprannomina Phillip Marlowe (interpretato di Elliott Gould) come "Marlboro Man" a causa del suo forte tabagismo;
- Nel film de 1991 Harley Davidson e Marlboro Man, Don Johnson interpreta uno dei protagonisti, chiamato Marlboro Man;
- Nel film del 2005 Thank You for Smoking, Sam Elliott interpreta Lorne Lutch, un ex interprete di Marlboro Man malato di cancro.

### Musica
Diversi sono anche i brani musicali che recano un riferimento a Marlboro Man. Oltre al già menzionato brano dei Rolling Stones, si possono menzionare i seguenti:
- Nel singolo Where Have All the Cowboys Gone? di Paula Cole, un verso recita "Where is my Marlboro Man?";
- Nella canzone Sad Sweetheart of the Rodeo di Harvey Danger sono presenti i versi, dal tono sarcastico: "The Marlboro Man died of cancer/And he wasn't a rocket scientist when he was healthy/ha ha ha".
- In Dirt Road Anthem di Jason Aldean si fa riferimento a "The king in the can and the Marlboro man"
- La canzone Marlboro Man, Jr. dei World Entertainment War inizia con: "The Marlboro Man is dead Long live the Marlboro Man! In our dreams he remains the hero Of a thousand billboards The ultimate salesman..."